# Андрей Ефи

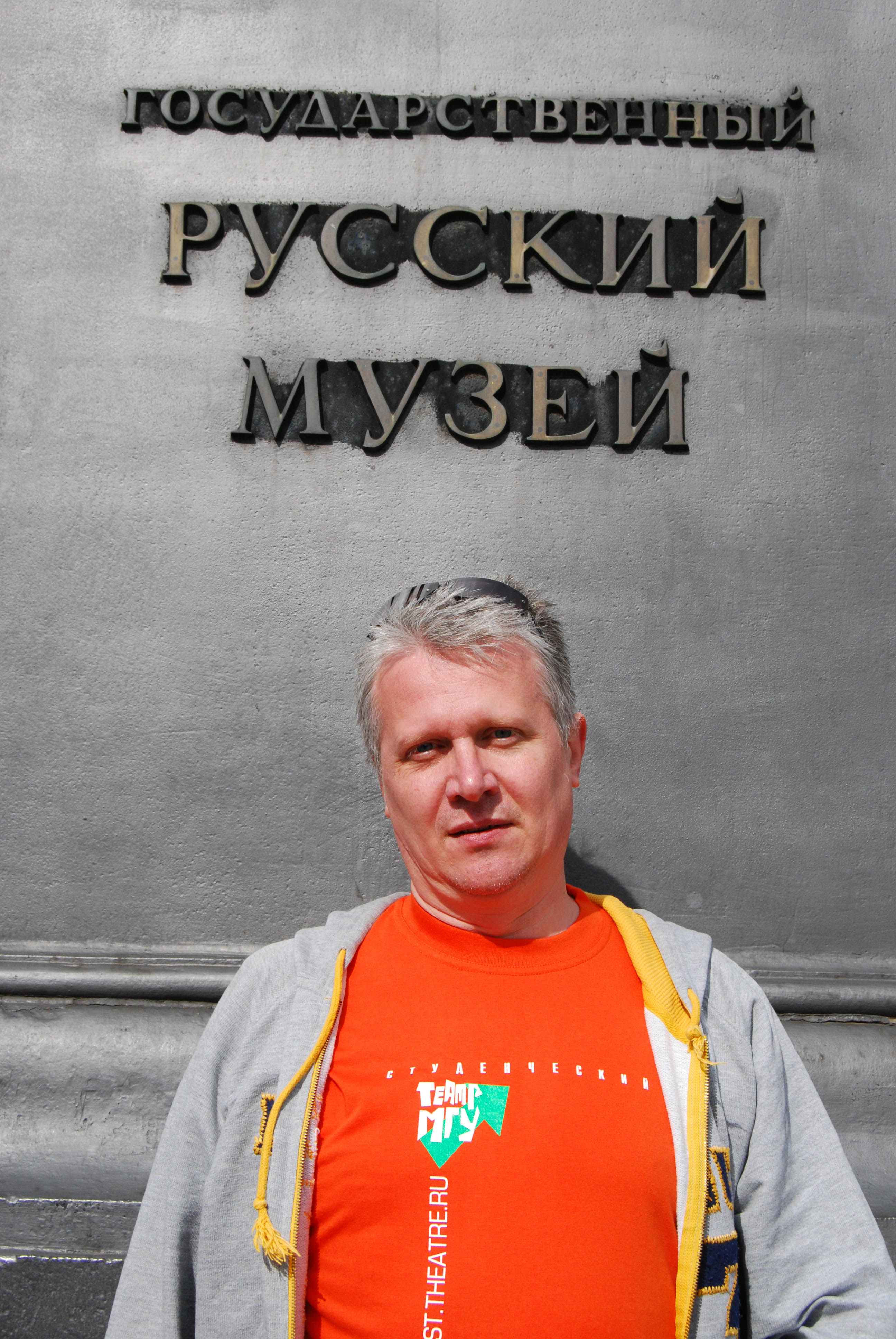
Андрей Ефи

Андрей Ефи (Ефимов Андрей Иванович, род. 14.08.1960) — советский и российский художник, поэт и сценарист, теоретик искусства, куратор. Основные специализации — живопись, графика, синкретические искусства. А также — теория искусства, кино, литература, преподавательская деятельность. Создатель (автор) теории «Абстрогенов», написал теоретическое исследование: «ЖИВОПИСЬ — ПИСЬМЕННОСТЬ (Истоки возникновения; взаимовлияние)», Москва, 1993 г. В 2000 году организовал художественную группу «МОЛОЧНЫЕ БРАТЬЯ», в которую также входят Андрей Колкутин (Нальчик) и Евгений Линдин (Москва).
С середины 90-х годов прошлого столетия занимается концептуальным (тенденциозным) искусством, — реализовал более 50 арт-проектов.
Пишет сценарии. Снимает кино, в частности —
- «Свет в Чужом Окне»[2](22 мин., 2006 г.) — документальный фильм о жизни бомжей в Санкт-Петербурге.
- «Беспечная Принцесса»[3] (анимация — 4 мин, 2007 г.), саундтрек написан американским музыкантом Деметриусом Спанеасом.

Автор инсталляции, посвященной Казимиру Малевичу — «КРАСНЫЙ КУБ», а впоследствии — «БЕЛЫЙ КУБ», и в окончательной версии — «ВЕЧНЫЙ КУБ». А также — «Распятие имени Билла Гейтса». И других известных перформансов, которые в частности демонстрировались в Манеже (Санкт-Птербург)  — «Поколение NEXT», «Ответ Чернышевскому» и др.
В 2000 году и в последующие годы — арт-директор «Дебошир Фильм Фестиваль»; сотрудничество с Баширов, Александр Николаевич
и Бурцев, Александр Юрьевич. Основатель и директор фестиваля актуального тенденциозного концептуального искусства «АРТКОНЦЕПТ» (2004), впоследствии переименованный в АРТЗОНД фестиваль. В 2004 году на идею проведения фестиваля откликнулись Христо Явашев и Гийебон, Жанна-Клод де (Жанн-Клод де Гийебон), они любезно представили материал о своих всемирно известных проектах — «Завёрнутый Мост в Париже», «Зонтики» (в Японии), «Острова»(Майями) и другие.
Андрей Ефи участник более 100 отечественных и зарубежных художественных выставок. Четыре графических картины (монотипии) автора находятся в собрании Государственный Русский музей (Санкт-Петербург), а также в частных коллекциях Австралии, Англии, Бельгии, Германии, Италии, Канады, России, США, Швейцарии, Швеции.